# 挟間茂
挟間 茂（はざま しげる、1893年3月24日 - 1987年12月3日）は、日本の内務官僚、内務次官。 日本住宅公団総裁。広島県福山市出身。旧姓・三谷。「梜間茂」表記の文献もあり。戸籍上は旧字体の挾間。

## 来歴・人物
海軍大佐挾間光太の養子。福山中学（現福山誠之館高校）～第六高等学校を経て1919年、東京帝国大学法学部法律学科卒業。内務省に入省、衛生局長、茨城県知事、土木局長、地方局長などを歴任。1937年衛生局長として保健所法制定に尽力、現在の保健所制度の基礎を作った。茨城県知事時代の大洪水に対する災害復旧政策は今日でも評価が高い。1940年第2次近衛内閣の内務次官に就任。大政翼賛会の結成をすすめ、翌1941年大政翼賛会組織局長として国民を戦時体制に動員した。1944年日本出版会会長。戦後は公職追放解除後、1953年の第3回参議院議員通常選挙に茨城地方区から自由党公認で立候補したが落選した。1959年日本住宅公団総裁就任、1965年までつとめた。同年従三位勲一等瑞宝章。大蔵省に合格していた大学の後輩・鈴木俊一を内務省に入れたのは挾間だという。1987年12月3日死去。享年94。墓所は多磨霊園。

## 栄典
- 1940年（昭和15年）8月15日 - 紀元二千六百年祝典記念章[7]